# Euxoa uncarpa
Euxoa uncarpa är en fjärilsart som beskrevs av Igor Kozhanchikov 1929. Euxoa uncarpa ingår i släktet Euxoa och familjen nattflyn. Inga underarter finns listade i Catalogue of Life.